# Dinoszauruszok, a Föld urai
A Dinoszauruszok, a Föld urai (Walking with Dinosaurs, alternatív cím: Séta a dinoszauruszokkal vagy Dinoszauruszok között) a BBC 1999-ben készült természetfilm-sorozata. Producere Tim Haines. A sorozat számítógépes animáció és részben óriásbábok segítségével kelti életre a dinoszauruszokat és egyéb ősállatokat, míg a környezetüket valódi dél-amerikai, új-zélandi és ausztráliai tájak biztosítják. Magyarországon a TV2 mutatta be 2000. február 9-én.
Ugyanez a stáb készítette, hasonló technikával, az őskori emlősökkel foglalkozó Ősemlősök között (Walking with Beasts), Tengeri szörnyek és az ősemberekről szóló Walking with Cavemen (noha általában ezt nem tartják a trilógia teljes értékű részének, csak névrokonjának) című sorozatokat és számos rövidfilmet. A Nagy Al balladája (The Ballad Of Big Al, 2000), Az óriások földje (Walking With Dinosaurs: Land of Giants, 2003) és Az óriási karom (Walking With Dinosaurs: The Giant Claw, 2003) kimondottan dinoszauruszokkal foglalkoznak, de a Tengeri szörnyek (Sea Monsters, 2003) trilógiában is feltűnik egy pár. Legutóbbi sorozatuk, a Szörnyek bolygója (Walking with Monsters) pedig a dinoszauruszok kora előtti élet fejlődését mutatja be.
2013-ban mutatták be a Dinoszauruszok, a Föld urai című 3D-s mozifilmet.

## Ismertető
A Dinoszauruszok között vagy Dinoszauruszok, a Föld urai hat részen keresztül ismerteti a nézővel a dinoszauruszok világát. Ezek között minden fontos időszakot végigjárunk, hogy megismerkedjünk ezekkel a fantasztikus élőlényekkel. Megtudhatjuk, hogyan kezdődött sikertörténetük, és miként pusztultak ki a Földről.
Az első részben a legkorábbi dinoszauruszokat láthatjuk, amint felülemelkednek a többi állatfajon, és birtokba veszik a bolygót, legelső képviselőjük a még viszonylag kis termetű Coelophysis. Átveszik az uralmat a dicynodonták és a krokodilszerű óriásragadozók felett, majd végül hatalmas méretűre nőnek; továbbá megismerkedhetünk az emlősszerű hüllők utolsó képviselőivel is, ilyen például a kutyakinézetű Thrinaxodon.
A második részben már azokat a hatalmas jura időszaki sauropodákat láthatjuk, melyek elvándoroltak a Föld minden szegletére. és birtokba vették a szárazföldeket. Hatalmasra nőttek, és csordákban vándoroltak, hogy elkerüljék az óriás húsevők támadását, mint a kor csúcsragadozójáét, az Allosaurusét. Az epizód egy kis nőstény, hosszú nyakú dinoszaurusz, a Diplodocus történetét mutatja be és azt, hogy milyen nehézségekkel kell megküzdeniük az életben maradáshoz, ugyanis félelmetes ragadozók és ismeretlen óriások vidékén kell élniük.
A dinoszauruszokkal egy időben kifejlődött egy állatcsoport, mely a tengerek meghódítására rendeltetett, a sorozat harmadik része ezeket a gyönyörű tengeri teremtményeket ábrázolja, de bepillanthatunk a kisebb szárazulatok állatainak életébe is, ami nem volt könnyű, ugyanis majdnem minden létező táplálékforrás a tengerből származott. A rész egy fiatal Ophthalmosaurus életét elemzi, a születésétől egészen a felnőtté válásáig, de tanúi lehetünk annak a hatalmas viharnak is, amely tengeri állatok százezreivel végzett. Ekkoriban élt a világ legnagyobb ragadozója, a Liopleurodon, mely a műsor szerint elérhette akár a 25 méteres hosszt is.
A többi ősgyíkkal egy időben kifejlődött egy másik élőlénycsoport: hatalmas repülő őshüllők, a pteroszauruszok hódították meg az eget, és minden földrészre eljutottak. A negyedik epizódban az ilyen különleges állatok lesznek a középpontban. A rész egy idős Ornithocheirus utolsó vándorlását ismerteti, és a szaporodóhelyre való repülés nehézségeivel szembesíti a nézőt.
A kréta időszak sarkvidéki erdei sem maradnak ki, ahol ősi kinézetű kétéltűek és kis termetű, két lábon járó dinoszauruszok küzdenek a hideggel és a ragadozók támadásával szemben, hogy túléljék az Antarktisz kegyetlen erőpróbáit. A történet egy Leaellynasaura-klán egy évének cselekedeteit mutatja be, a velük egy korban élt csodálatos teremtményekkel együtt.
Az utolsó részben tanúi lehetünk, ahogy a természet összefog e csodálatos élőlények ellen, és végleg eltörli őket a Föld felszínéről. Ez a rész egy nőstény Tyrannosaurus utolsó napjait mutatja be, aki mindenáron megvédi kicsinyeit a betolakodók elől, ám végül őt is kihalásra ítéli a sors, az összes krétakori dinoszaurusszal együtt. Azonban ezek a csodálatos lények nem pusztulnak ki teljesen, sőt még ma is itt vannak velünk, ezek a madarak. Egy mellettük élt jelentéktelen állatcsoport veszi át a hatalmat, és mind a mai napig dominál, ezek az élőlények az emlősök. A trilógia következő sorozata velük folytatódik majd.

## Epizódok

### 1. rész: Új vér
Kor: felső triász, 220 millió éve
Helyszín: Észak-Amerika, a mai Arizona (Ghost Ranch és Petrified Forest formációk)
Forgatási helyszín: Új-Kaledónia
Szereplő fajok:
- Coelophysis
- Placerias
- Thrinaxodon
- Postosuchus
- Peteinosaurus
- Plateosaurus

### 2. rész: Titánok kora
Kor: felső jura, 152 millió éve
Helyszín: Észak-Amerika, a mai Colorado (Morrison formáció)
Forgatási helyszín: Redwood Nemzeti Park (Fern Canyon), Chile, Tasmania, Új-Zéland
Szereplő fajok:
- Diplodocus
- Allosaurus fragilis
- Ornitholestes
- Stegosaurus
- Brachiosaurus
- Anurognathus
- Dryosaurus

### 3. rész: A kegyetlen tenger
Kor: felső jura, 149 millió éve
Helyszín: Európa, a mai Brit-szigetek (Oxfordi agyagrétegek)
Forgatási helyszín: Bahamák, Új-Kaledónia
Szereplő fajok:
- Ophthalmosaurus
- Cryptoclidus
- Hybodus
- Leptolepis
- Rhamphorhynchus
- Eustreptospondylus
- Liopleurodon
- Perisphinctes

### 4. rész: A levegő óriása
Kor: alsó kréta, 127 millió éve
Helyszín: Dél-Amerika (Santana formáció), Észak-Amerika, Európa és az Atlanti-óceán
Forgatási helyszín: Tasmania, Új-Kaledónia
Szereplő fajok:
- Tropeognathus név alatt Ornithocheirus
- Iguanodon
- Valamilyen nagytestű európai ragadozó pl. Eotyrannus név- és modell alatt Utahraptor
- Polacanthus
- Hoplitosaurus, vagy Gastonia név alatt Polacanthus
- Tapejara
- Lonchodectes
- Iberomesornis
- Plesiopleurodon

### 5. rész: A sarki erdők lelkei
Kor: alsó kréta, 106 millió éve
Helyszín: Antarktika
Forgatási helyszín: Új-Zéland
Szereplő fajok:
- Leaellynasaura
- Koolasuchus
- Australovenator név alatt Sarki Allosaurus (Allosaurus robustus)
- Steropodon
- Muttaburrasaurus
- Istiodactylus

### 6. rész: Egy dinasztia pusztulása
Kor: felső kréta, 65 millió éve
Helyszín: Észak-Amerika, a mai Montana (Hell Creek formáció)
Forgatási helyszín: Chile (Conguillío National Park)
Szereplő fajok:
- Tyrannosaurus
- Anatotitan
- Torosaurus
- Ankylosaurus
- Acheroraptor név alatt Dromaeosaurus
- Parksosaurus
- Didelphodon
- Quetzalcoatlus
- Deinosuchus?/Thoracosaurus?
- Dinilysia
- Triceratops
- Dryptosaurus?
- Purgatorius

## Kísérő könyv
A Dinoszauruszok, a Föld urai sorozat mellé egy azonos című könyv is megjelent. Írója Tim Haines, a műsor producere. A könyv a sorozatban látott történeteket írja le, kisebb-nagyobb eltérésekkel, miközben megmagyarázza a bemutatott eseményeket, mélyebb bepillantást adva a szereplő állatok tudományos háttereire.
A könyv története több ízben is eltér a filmben látottaktól. A legfontosabb különbségek:
- Az első rész ("Új vér") végén a Plateosaurusok csordája egy csoport Coelophysist üldöz el a vízeséstől, míg a könyvben egy ragadozó Postosuchus támad a Plateosaurusokra, de kénytelen visszavonulni. A Postosuchus neme is különbözik a filmben és könyvben.
- A második rész ("Titánok kora") egy nőstény Diplodocus életét mutatja be. A sorozatban a következő évek fejlettségi szintjén láthatjuk az állatot: 1 éves, 3 éves, 5 éves, 10 éves. A könyvben pedig a következőkben: 1, 2, 3, 4, 12.
- Ugyanebben a részben az Allosaurusok többször támadnak a fiatal Diplodocusokra a könyv elmondása szerint. A filmben csak egyszer. A két variációban a támadó ragadozók száma és ölési taktikája is különböző. Az egyik fiatal Diplodocust a sorozatban egy Stegosaurus faroktüskéi döfik le, ám a könyvben ilyen halálesetről nem esik szó. A másik nagy különbség, hogy a filmben bemutatott nőstény Diplodocus testvéreivel marad, mielőtt egy csordához csatlakozna, a könyvben ellenben egy pár Stegosaurusszal kóborol egy ideig.
- A film végén lezajló Allosaurus-támadás a könyvben nem történik meg. A tojásrakást a könyvben a fejezet végén mutatják be, ellentétben a filmmel, ahol az epizód ezzel kezdődik.
- "A kegyetlen tenger" című epizód legelején egy Liopleurodon megtámad és vízbe ránt egy Eustreptospondylust. A könyvben ez a támadás sokkal később, a történet 2/3-a körül történik. A Cryptoclidus a sorozatban halakra vadászik, míg a könyvben egy Pterosaurust is elkap. Még egy eltérés, hogy a filmben látható harc egy hím és nőstény Liopleurodon között nem jelenik meg a könyvben.
- "A levegő óriása" című epizódban a főszereplő Ornithocheirus egy kisebb, nem megnevezett Pterosaurustól lop el egy halat. A könyvben egy kisebb fajtársával erőszakoskodik. A történet végén egy fiatalabb Ornithocheirus lakmározik az idősebb állat teteméből. Noha a könyvben egy illusztráció ábrázolja ezt a bizonyos jelenetet a filmből, a leírásban nem szerepel ilyen kannibalizmus.
- Ugyanebben a részben szemtanúi lehetünk két Utahraptor támadásnak, melyek közül az egyik sikeres, a másik sikertelen. A könyv szerint a sikertelen támadás közben a támadó Utahraptor megsebesül, a sorozat ezt nem mutatja. A második, sikeres támadás a sorozatban fényes nappal történik, a könyv szerint viszont az éjszaka sötétjében. A rész elején bemutatott Tapejara-kolónia is különbözőképp reagál az érkező Ornithocheirus-hímre a két variációban.
- "A sarki erdők lelkei" című epizód az eseményeket más sorrendben mutatja be, mint a könyv. A Leaellynasaurák párzása a sorozatban az epizód végén van, a könyvben a fejezet elején. Az életben maradt Leaellynasaura-fiókák száma is más a két kiadásban, és a vezérnőstény is teljesen más módon veszti életét.
- Az "Egy dinasztia pusztulása" c. epizódban szerepelnek Dromaeosaurusok, és egy kevés megnevezetlen ornithopoda is, míg a könyvben nem esik róluk említés, így a filmben látható harcaik sincsenek leírva. A könyv részletesen leírja, hogyan végez egy hím Tyrannosaurus áldozatával, egy sérült Torosaurusszal, a sorozatban ellenben egy Triceratopsot ejt el, és a vadászatot nem láthatjuk. És míg a sorozatban a Quetzalcoatlus sértetlenül elrepül a vadászó Deinosuchus aligátorok látványára, a könyvben a krokodilok darabokra cincálják a szerencsétlen lényt.
- Ebben a részben a Tyrannosaurus anyát combon üti egy Ankylosaurus a farokbunkójával, és még egy pár óráig életben marad, mielőtt összezúzott belső szervei miatt kimúlna. A könyv ezt a jelenetet sokkal véresebben ábrázolja, hiszen ott az Ankylosaurus a ragadozó fejére is mér csapásokat, és a helyszínen, azonnal megöli. A könyvben az Ankylosaurus a kicsinyeit védi ezzel a viselkedéssel, a sorozatban viszont egyedül, kicsinyek nélkül tűnik fel.

## Hibák, ellentmondások
Akárcsak minden filmben és sorozatban, a Dinoszauruszok, a Föld uraiban is találni kisebb-nagyobb hibákat vagy bakikat. Vannak ilyenek a felhasznált tudományos anyagban – vagy épp annak hiányában –, és ezek kivitelezésében a speciális effektusok által.

### CGI és animatronikus modellek
A sorozat költségvetése nem volt akkora, mint egy hollywoodi produkcióé lenni szokott, az animátorok mégis meggyőző módon tudták visszaadni a letűnt állatok kinézetét, viselkedését. Viszont az apróbb figyelmetlenségek olyan hibákat okoztak (egyesek könnyen kiszúrhatók, mások kevésbé), amik felfedhetik az állatok igazi mibenlétét. Ilyenek, amikor az őslények a levegőben járnak, vagy esetleg testrészeik átmennek egymáson. A Walking with… sorozatok fejlődésével párhuzamosan a használt CGI- (számítógép generálta) szereplők mind élethűbbek lettek megjelenésben és mozgásban. Ma már sokan elavultnak tarthatják a Dinoszauruszok, a Föld urai effektusait. Az animatronikus modelleknél, azaz a bábuknál is felmerültek olyan esetek, melyek elvesznek az élethűségből. Ilyen, amikor az állatok nem pislognak, a víz alatt lejön róluk a festék, vagy a nem teljesen tökéletes kameramunka miatt látszanak a belőlük kilógó vezetékek, esetleg az ember karja, aki mozgatja azt.

### Tudomány
A műsort bemutatója után nagy mennyiségű kritika érte a tudósok és újságírók felől, akik rosszallták, hogy az tényként állította be a spekulációt, s nem adott támpontot a nézőknek, mire van vagy nincs bizonyíték. Különösen sok figyelmet szenteltek az első epizód azon jelenetének, melyben egy Postosuchus vizelettel jelöli meg a területét – a kritikusok szerint az ilyen viselkedés nemcsak hogy erősen spekulatív, de ellentmond annak, amit az állat kiválasztásáról rokonsága alapján tudni vélünk.
A viselkedésen kívül több állat kinézetét is kifogásolták, főleg a Tyrannosaurus dizájnját. Néhány tudós szerint az állatot „mintha egy bizottság tervezte volna meg”, és anatómiája egyáltalán nem felelt meg annak, ami a fosszíliákból kiderül. Darren Naish paleontológus szerint egy esszét lehetne írni a sorozatban használt modell hibáiról, és a valaha készült legpontatlanabb rekonstrukciók közé sorolta.
Egyes őslényeknek pedig a méretét növelték meg a sorozat kedvéért, noha szilárd bizonyíték eddig még nem került elő arról, hogy tényleg akkorák lettek volna, mint amekkorának bemutatják őket. Ilyen a 40 méteres Diplodocus vagy a 25 méteres Liopleurodon, mikor mind a kettő kisebb lehetett a valóságban.
A Coelurosauria csoportba tartozó dinoszauruszok a madarak kivételével pikkelyekkel jelennek meg a sorozatban, s ez további negatív visszajelzéseket váltott ki, főleg, mivel egyeseket eredetileg helyesen tollakkal kívántak ábrázolni. A tollak lehagyása mögött azonban a számítógépes grafika hiányosságai is állhatnak, valamint az, hogy a készítés idején még nem volt széles körben elfogadott, hogy ezek a dinoszauruszok tollasak voltak.
A műsor készítésében segédkező szakértők közül többen felháborodtak, hogy a sorozat és annak könyvváltozata sokszor alaptalan vagy egyenesen pontatlan adatokat közölt a nézők, olvasók felé, holott a producerek elmondásuk alapján tényszerűségre törekedtek. Egyesek egy kihagyott lehetőségnek tartották a műsort a tudománytalanságai és pontatlan állatrekonstrukciói miatt, sőt egy tudós nyilvánosan „prostituált”-aknak nevezte azon kollégáit, akik tanácsadóként működtek közre, és a sorozatot a teljes őslénytan szégyenének tekintette.
Noha Darren Naish nem volt a műsor híve, ő volt a Walking With Dinosaurs: The Evidence című könyv egyik társszerzője, amely a sorozatban közölt információkat volt hivatott alátámasztani, ám a kiadó megtiltotta, hogy a könyvben kifejtse nemtetszését a műsor tudománytalanságaival szemben.
A készítők több ízben reagáltak a munkájukat ért kritikákra. Jasper James producer szerint a kritikusok alábecsülték a nézőket, ha azt hitték, hogy azok a sorozatban látottakat kész tényekként kezelik majd. Dr. David Martill paleontológus és szaktanácsadó szerint az őslénytan története tele van hibákkal, és nem érdemes a Dinoszauruszok, a Föld urait és rokonsorozatait hibáztatni, amiért nem teljesen hűek a tudományos ismeretekhez. Miachael J. Benton professzor szerint sokan túlságosan cinikusan álltak a műsorhoz, viszont egészségesnek találta a körülötte kialakuló tudományos vitákat, és egyben azt is pozitívumként tüntette fel, hogy a sorozat hatására ugrásszerűen megnőtt a paleontológia iránt érdeklődők száma. Másrészt a készítők elgondolása szerint a műsorok nem elsősorban tanító jellegűek, hanem azt a célt szolgálják, hogy közelebb hozzák az őskori állatokat a TV-nézőkhöz.
Vannak más esetek is, amikor a hiba oka nem a készítőkben keresendő, hanem pusztán a tudományban. A műsorok elmondása szerint a dinoszauruszok korában nem volt fű, így a készítők olyan helyeket filmeztek háttérnek, ahol nem is nőtt (egy-két jelenetbe így is belekerült). A mai tudásunk szerint a fű mégis megjelenhetett már ekkor is. Aztán az Ornitholestes nevű kis ragadozót például színes taréjjal az orrán ábrázolják, azóta pedig kiderült, hogy az állat nem rendelkezett ilyennel. A tudomány fejlődésével a sorozat egyre több állítása alól esett ki a támaszték, de ez nem a készítők figyelmetlenségének vagy gondatlanságának tudható be.

## Közreműködés
| Pozíció              | Stábtag |
| -------------------- | --- |
| Narrátor             | Kenneth Branagh (magyar hangjai: Pálffy István (TV2), Csankó Zoltán és Bozai József (Discovery Channel)) |
| Rendezte             | Tim Haines, Jasper James |
| Producer             | Tim Haines, Jasper James, John Lynch (ügyvezető) |
| Forgatókönyvet írta  | Georgan Kane |
| Fényképezte          | John Howarth, Michael Pitts |
| Vágó                 | Britt Sjoerdsma, Andrew Wilks |
| Zeneszerző           | Ben Bartlett |
| Speciális effektusok | Nigel Booth, Jamie Campbell, John Coppinger, Richard Gregory, Jez Harris, Lindsay Harris, Andrew Hunt (II), Jeremy Hunt, Reza Karim, Jason Reed, Colin Shulver, Barry Sutton Vizuális effektek: Avtar Bains, William Bartlett (II), Nick Bennett (I), Oliver Bersey, Murray Butler, Dave Clifton, Andrew Daffy, Richar Ducker, Stuart M. Ellis, Stephen Enticott, Danny Geurtsen |

## Lásd még
- Ősállatok között
- Az állatok világa